# Paragem de Ponte do Guadiana
A Paragem de Ponte do Guadiana é uma interface encerrada do Ramal de Moura, situada junto à Ponte Ferroviária do Guadiana, no concelho de Beja, em Portugal.

## História

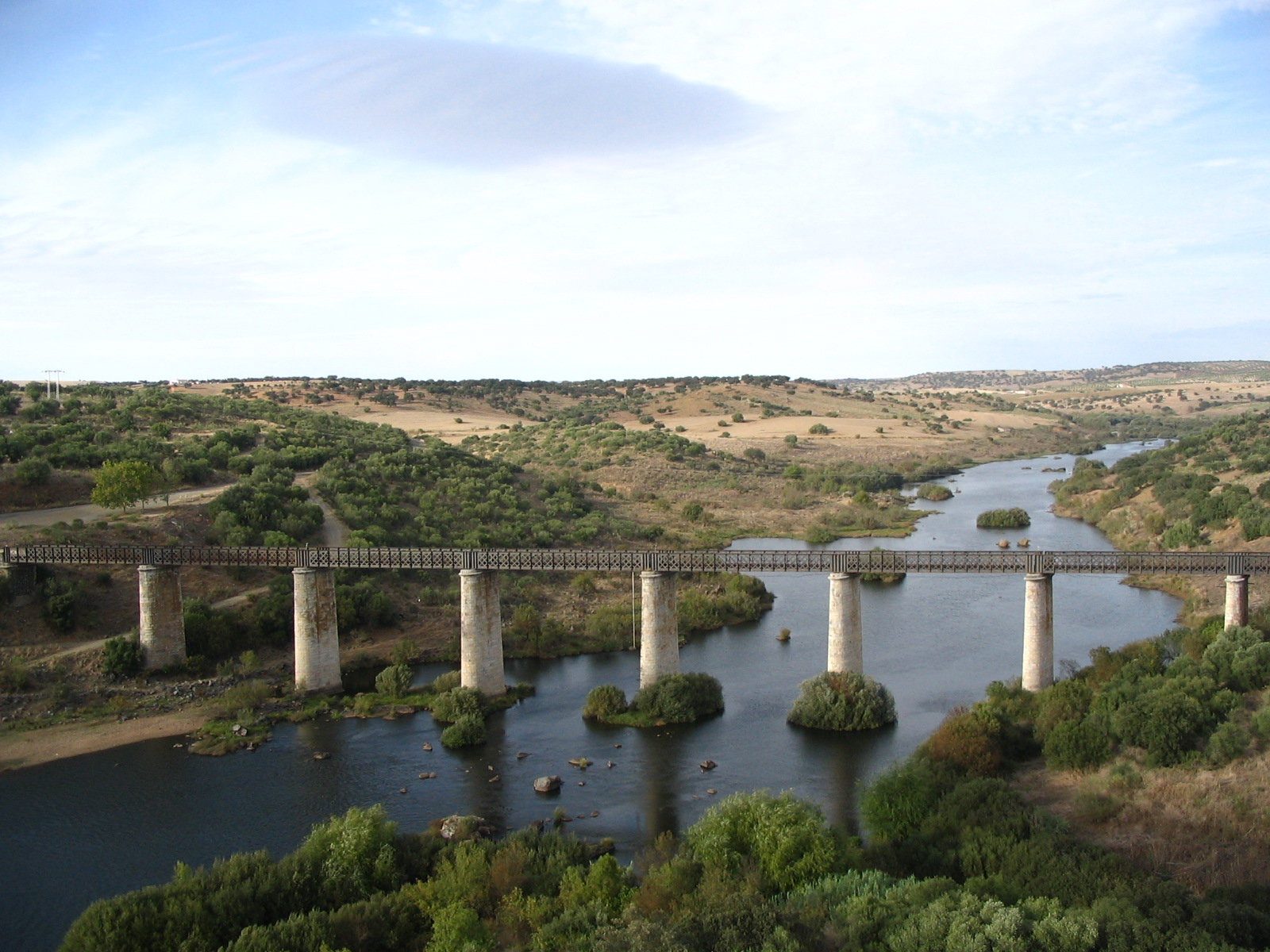
Ponte Ferroviária do Guadiana, em 2006.

Esta interface encontrava-se no lanço do Ramal de Moura entre Quintos e Serpa, que entrou ao serviço em 14 de Abril de 1878.
O Ramal de Moura foi encerrado em 2 de Janeiro de 1990, pela empresa Caminhos de Ferro Portugueses.
Em 13 de Outubro de 2023 foi lançado o concurso para a reabilitação e aproveitamento turístico da paragem de Ponte do Guadiana, como parte do programa Fundo Revive Natureza, promovido pelo governo.